# Michael Mercaldo
Michael Mercaldo ist ein US-amerikanischer Pokerspieler. Er ist zweifacher Braceletgewinner der World Series of Poker.

## Pokerkarriere

### Werdegang
Seine erste Geldplatzierung bei einem Live-Pokerturnier erzielte Mercaldo im Juni 2009 bei der World Series of Poker (WSOP) im Rio All-Suite Hotel and Casino in Paradise am Las Vegas Strip. Dort kam er bei einem Turnier der Variante No Limit Hold’em in die Geldränge. An gleicher Stelle wurde er wenige Tage später Zweiter bei einem Deepstack-Event und sicherte sich sein bislang höchstes Live-Preisgeld von knapp 50.000 US-Dollar. Bei der WSOP 2010 platzierte sich der Amerikaner zweimal auf den bezahlten Plätzen, darunter erstmals beim Main Event. Anschließend erreichte er rund viereinhalb Jahre kein weiteres Mal das Preisgeld bei einem Pokerturnier, ehe er ab Januar 2015 wieder häufiger bei Events im Borgata Hotel Casino & Spa in Atlantic City erfolgreich war. Bei der ab Juli 2020 aufgrund der COVID-19-Pandemie erstmals ausgespielten World Series of Poker Online (WSOPO) erzielte Mercaldo unter seinem Nickname stiltwalk drei Geldplatzierungen auf dem Onlinepokerraum WSOP.com. Bei der WSOPO 2021 gewann er das Lucky 7’s und sicherte sich den Hauptpreis von mehr als 120.000 US-Dollar sowie ein Bracelet. Im Jahr darauf belegte er den mit über 40.000 US-Dollar dotierten zweiten Platz beim Ultra Deepstack der WSOPO 2022 und entschied rund drei Wochen später ein Freezeout-Event der Turnierserie für sich, wofür er mit seinem zweiten Bracelet sowie knapp 70.000 US-Dollar prämiert wurde.
Insgesamt hat sich Mercaldo mit Poker bei Live-Turnieren mehr als 150.000 US-Dollar erspielt.

### Braceletübersicht
Mercaldo kam bei der WSOP 23-mal ins Geld und gewann zwei Bracelets:
| Jahr   | Buy-in (in $) | Turnier                               | Teilnehmer | Preisgeld (in $) |
| ------ | ------------- | ------------------------------------- | ---------- | ---------------- |
| 2021 O | 0777          | WSOP.com – No Limit Hold’em Lucky 7’s | 888        | 123.574          |
| 2022 O | 1500          | WSOP.com – No-Limit Hold’em           | 224        | 068.006          |